# Marcel Dupont (cyclisme)
Pour les articles homonymes, voir Marcel Dupont (homonymie) et Dupont.
Marcel Dupont, né le 20 octobre 1917 à Jupille et mort le 6 mars 2008 à Blégny, est un coureur cycliste belge.

## Biographie
Il devient professionnel en février 1940 et le reste jusqu'en 1951. Il obtient dix victoires. En 1949, il termine cinquième du Tour de France.
Marcel Dupont est inhumé au cimetière de Bellaire.

## Palmarès
- 1939
  - Grand Prix de Herstal
  - 2e de Marche-Liège-Marche
  - 2e de Flémalle-Havelange-Flémalle
  - 3e de Bruxelles-Luxembourg
- 1942
  - 2e de l'Omnium de la Route
- 1943
  - Champion de Liège de cyclo-cross
- 1944
  - Champion de Liège de cyclo-cross
- 1946
  - 8eb étape du Tour de Belgique
- 1947
  - 2e de Charleroi-Chaudfontaine
  - 10e du Tour de Suisse
- 1948
  - Course de côte de Spa-Malchamps
  - 5e du championnat du monde sur route
- 1949
  - 5e du Tour de France
- 1950
  - Huy-Roubaix-Huy
  - 8e du Grand Prix des Nations
- 1951
  - Championnat de l'Étoile de Jupille

## Résultats sur les grands tours

### Tour de France
3 participations
- 1948 : 20e
- 1949 : 5e
- 1950 : éliminé (20e étape)

### Tour d'Italie
2 participations
- 1950 : abandon
- 1951 : abandon